# Карлайл, Белинда
Бели́нда Джо Карла́йл (англ. Belinda Joe Carlisle; род. 17 августа 1958 года, Голливуд, Лос-Анджелес, шт. Калифорния, США) — американская певица. Ведущая вокалистка и основательница женской панк-рок-группы «The Go-Go’s». Является автором песен к тексту и музыки для группы и для своей сольной карьеры.

## Детство

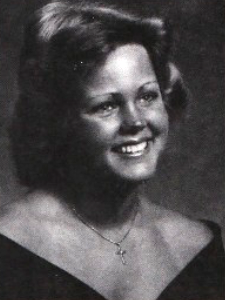
Карлайл в 1976 году

Белинда Джо Карлайл родилась в Голливуде, Лос-Анджелес, Калифорния в семье Гарольда Карлайла, служащего бензоколонки, и его жены Джоан (урожденной Томпсон), домохозяйки. Мать Белинды назвала её в честь своего любимого фильма «Джонни Белинда». Карлайл была старшей из детей, кроме нее в семье росли еще трое братьев и трое сестер. Когда Карлайл исполнилось пять лет, отец бросил их семью. Большая часть её детства прошла в нищете.
Позже её мать снова вышла замуж за Уолта Курчески, который, по словам Карлайл, был алкоголиком. Она часто конфликтовала с ним. В детстве Белинда часто переезжала с семьёй из Сими-Вэлли в Резеду, а затем в Бербанк. В возрасте десяти лет Карлайл начала увлекаться музыкой, больше всего ей нравилось слушать The Beach Boys, Кэта Стивенса, The Stylistics и The Animals.

Когда Белинда была подростком, семья снова переехала в Таузанд-Окс, Калифорния, она училась в Colina Junior High School, где числилась в группе поддержки, а затем в Newbury Park High School, где она была болельщицей. В подростковом возрасте Карлайл стала проявлять свой характер: 
К тому времени, когда мне исполнилось четырнадцать, я действительно стала дикой. Я убежала из дома, начала курить травку и употреблять ЛСД. Я хотела попробовать все.
После окончания школы она работала в магазине «Дом ткани» и копировальщицей в Hilton Worldwide. Она посещала вечерние занятия в колледже красоты, но бросила учебу на первом курсе. В возрасте 19 лет Белинда покинула родительский дом и занялась музыкальной карьерой.

## Ранняя карьера и группа The Go-Go’s
В 1977 году Карлайл стала барабанщицей в панк-рок группе The Germs под псевдонимом Дотти Дейнджер. В группу ее пригласила Лорна Дум, с которой она познакомилась на уроке рисования в школе. Однако, она мало пробыла в группе, так как заболела мононуклеозом. По словам Пэт Смир, после ухода она представила свою подругу Донну Риа, которая стала ее заменой. Карлайл присутствует только на одной записи группы на выступлении 1977 года. Примерно в это же время Карлайл записала несколько песен для группы Black Randy and the Metrosquad.
Вскоре после ухода из The Germs она создала группу The Go-Go's (первоначально называвшуюся The Misfits) совместно с друзьями и коллегами-музыкантами Марго Олаваррия, Элиссой Белло и Джейн Видлин. Олаваррия и Белло вскоре покинули группу, и в новый состав вошли Шарлотта Каффи, Кэти Валентайн и Джина Шок. Все девушки были необученными музыкантами. The Go-Go's стали одной из самых успешных американских групп 1980-х годов, они популяризировали музыку новой волны и стали первой полностью женской группой, которая сама писала музыку и играла на своих собственных инструментах, что привело к записи и выпуску их дебютного альбома Beauty and the Beat . Затем они записали еще два студийных альбома на лейбле I.R.S. Records, включая Vacation, который стал золотым. Их сингл «Head over Heels» из альбома Talk Show занял 11-е место.
В 1984 году Карлайл решила попробовать себя в качестве актрисы и сыграла в фильме «Дополнительная смена».

## Сольная карьера

### Belinda
После невероятного прорыва и успеха с группой The Go-Go's в 1985 году, Белинда Карлайл начинает соло карьеру. Артистка давно чувствовала назревающие перемены. Теперь пришло время их реализовать. В апреле 1985 года Белинда и Морган обвенчались, а вскоре её первый сольный альбом, Belinda был записан на студии I.R.S. Records в 1986. За летним мега-хитом, синглом «Mad About You», последовал «I Feel The Magic» Хотя, второй сингл и не повторил успеха первого, Белинде предложили сняться в рекламе шампуня Agree — это было первое её признание как звезды. Дебютная пластинка «Belinda» получила в США золотой сертификат, Карлайл сделала ход конём: она первым делом доказала способность сочинять хитовые мелодии, превращая их в симпатичный и запоминающийся музыкальный продукт. Стала выступать в рок клубах (в одном из них, во время выступления, она звуковой волной пробила стекло) кроме того продемонстрировала талант рок-вокалистки. Занятая ею ниша артистичного, приятного, мелодичного поп-рока как будто специально была создана для неё. Меломаны Австралии и Великобритании отнеслись к этому релизу без энтузиазма (хотя со временем именно в этих странах у певицы будет самая многочисленная фановская поддержка), но в Штатах она была уже на полпути к славе. Во всяком случае, критики были на её стороне.

### Heaven On Earth
Творческая эволюция Белинды распространилась и на остальные сферы. В 1987 году пред очами публики предстала совершенно другая Белинда Карлайл — в восхитительном новом имидже, лирическом и обаятельном. Случай помог ей избавиться от жёсткого контракта с I.R.S. Records, перейти на лейбл MCA Records и обеспечить себе выход на европейский, азиатский и австралийский рынок. Артистка готовила сокрушительную бомбу. Её второй альбом Heaven on Earth стал одним из самых громких событий 1988 года, быстро получив статус мультиплатинового. Сингл «Heaven Is A Place On Earth» катапультировался на первую строчку поп-чарта США, а затем облетел полмира на правах хита #1. Ещё два сингла, «I Get Weak» и «Circle in the Sand», прорвались в Тор 10. До конца года Карлайл колесила по странам и континентам, собирая сведения об успехах своих новых синглов. В Великобритании она издала их больше, чем в Штатах. Сказать, что её обожали, что на её концерты ломились, это почти ничего не сказать. В конце 80-х на всей мировой поп-сцене разве что Roxette и Майкл Джексон могли составить Карлайл достойную конкуренцию.

### Runaway Horses
В 1989 году певица представила свой новый студийный продукт — Runaway Horses, который отличался более зрелым, гармоничным, стройным звучанием. Это очень понравилось англоязычным меломанам за пределами Соединённых Штатов (в Британии и Австралии альбом стал дважды платиновым), зато на родине певицы публика начала понемногу терять к ней интерес. Диск Runaway Horses едва засветился в Тор 40 рейтинга Billboard 200, а первая десятка хит-синглов так и осталась непокоренной. Даже написанная в соавторстве с Джорджем Харрисоном песня «Leave a Light On» не стала громким хитом, тогда как в Англии приземлилась в Тор 5. Отлично чувствовали себя в английских чартах и другие треки: «Summer Rain», «La Luna», «Runaway Horses», «Vision of You», «(We Want) The Same Thing» (хит #2). Мировое турне Белинды Карлайл достигло кульминации тоже на Британских островах, где артистке удалось дважды собрать полный стадион «Уэмбли».

### Live Your Life Be Free
По итогам тура, она подготовила альбом Live Your Life Be Free, застолбив место в авангарде современного софт-рока. Правда, в Америке с этим мало кто согласился бы. Здесь её слава явно шла под уклон. В 1992 году Карлайл осталась без контракта. Прежде чем попрощаться с артисткой, рекорд-компания выпустила сборник лучших хитов. А Белинда между тем успела родить сына, едва не поплатившись за это жизнью. Переизданная в Великобритании компиляция The Best of Belinda Volume 1, которую артистка посвятила своему новорождённому чаду, взлетела на вершину английского поп-чарта.

### Real
За следующий альбом певица взялась только в 1993 году. Её четвёртый лонг-плей Real позволил ей не только реализовать свои композиторские
идеи (Белинда выступила автором или соавтором всех композиций), но и проявить продюсерские способности. Для обложки компакт-диска артистка снялась без грима, и этот откровенный портрет перекликался с прямолинейным, естественно взъерошенным саундом альбома. В Америке Real даже не засветился в чартах, тогда как в Великобритании отметился на 12 позиции. Это была последняя капля, которая подорвала остатки её патриотизма, по крайней мере, музыкального. Разочарованная в американской культуре, где доминировало материальное начало и все решали деньги, Карлайл покинула родину и поселилась во Франции.

### A Woman & A Man
Свой шестой студийный альбом «A Woman & A Man» Карлайл записывала для английской компании Chrysalis Records. Критики приветствовали её успешное возвращение в хорошую рабочую форму. Альбом создавался в соавторстве с Брайаном Уилсоном, который записал бэк-вокальную партию для сингла «California», единственной песни, оценённой американской публикой. В работе над диском также принимал участие Пер Гессле из группы Roxette. Специально для певицы он написал музыку и текст к песням «Always breaking my heart» и «Love doesn’t live here». Британцы были щедрее, охотно раскупая синглы «In Too Deep», «Always Breaking My Heart» и «Love In The Key Of C», который был записан с оркестром Сиэтла.

### 1998—2007
К концу 1998 года в музыкальной среде начали курсировать слухи о новом альбоме Белинды Карлайл. Но время шло, а дело с места не двигалось. В 99-м году вышла ещё одна компиляция «The Best of Belinda Volume 2», позже переименованная в A Place on Earth: The Greatest Hits. Своих фанов Карлайл порадовала тремя новыми треками. История повторилась: с одной стороны, равнодушная Америка, с другой — восторженная Великобритания, где за год тираж A Place on Earth: The Greatest Hits достиг без малого миллиона экземпляров.
В 2000 году артистка приняла приглашение бывших коллег и снова встретилась с ними в студии, где записывался абсолютно новый альбом The Go-Go's. «Во мне ещё осталось немного панка», — объясняла артистка. Тряхнув панковской стариной, они подготовили отличный диск God Bless The Go-Go's (2001), заручившийся единодушной поддержкой критиков. На его коммерческой судьбе это не отразилось, хотя и помогало распродавать концерты во время очередного мирового турне квартета в 2001—2002 годах. В 2003 году, так и не порадовав поклонников новым альбомом, певица отправилась в первый с 1990 года концертный тур по Соединённым Штатам. После 13-летнего перерыва встречали её великолепно — как публика, так и пресса.
Карлайл решительно намерена вернуться в 2007 году с релизом своего седьмого альбома Voilà, её первой студийной работой за последние 10 лет. Диск продюсирует Джон Рейнольдс, по стилю он представляет собой смесь французского шансона и современных поп песен. Ожидается, что Voilà появится на полках магазинов в феврале 2007 благодаря компании Rykodisc. Белинда также появится на ТВ в 2006 году. Она подписала контракт на появление в «Celebrity Duets», реалити-соревнование канала FOX, в котором поют знаменитости, не имеющие отношения в исполнению песен. Там, например, выступят Люси Лоулесс и Чич Марин, Майкл Болтон и Мэйси Грэй. Белинда Карлайл пела с Ли Томпсон в эпизоде от 7 сентября.
12 октября 2006 года в Москве прошёл сольный концерт Белинды Карлайл в ДС «Лужники». Белинда порадовала своих поклонников, исполнив 18 своих хитов в течение почти полуторочасового выступления.

### 2017―настоящее время
Восьмой студийный альбом Карлайл, Wilder Shores, был выпущен в сентябре 2017 года.
25 июня 2019 года The New York Times Magazine назвал Белинду Карлайл среди сотен исполнителей, чей материал, как сообщается, был уничтожен во время пожара в Universal Studios Hollywood 2008 года.

## Личная жизнь
В начале 1980-х Белинда находилась в отношениях с Биллом Бейтманом, барабанщиком группы The Blasters. Она бросила его ради Майка Маршалла из Лос-Анджелес Доджерс. Ее употребление кокаина оказывало негативное влияние на эти отношения.
В 1986 году Карлайл вышла замуж за политика и кинопродюсера Моргана Мейсона, сына актёра Джеймса Мэйсона и актрисы Памелы Мейсон. Он принимал участие в съёмках её видеоклипов на песни «Mad About You» и «Heaven Is a Place on Earth». У них есть сын, Джеймс Дюк Мейсон, родившийся в 1992 году. После землетрясения в Нортридже в 1994 году Карлайл и ее семья переехали во Фрежюс на юго-востоке Франции. Они жили между ним и США. В 2017 году пара переехала в Бангкок.
На начальных этапах своего пребывания в группе The Go-Go's у Карлайл развилась серьезная зависимость от кокаина и алкоголя, которая продлится 30 лет. Одновременно у нее также развилось расстройство пищевого поведения, причиной которого стали комментарии СМИ относительно ее внешности. Чрезмерное употребление кокаина помогало ей снизить вес. Кроме того, Карлайл призналась, что регулярно употребляла ЛСД, Метаквалон и MDA как в подростковом, так и во взрослом возрасте. В интервью 2017 года она призналась газете The Guardian, что до сих пор удивлена, что жива после всего этого. В 2005 году она решила навсегда прекратить употребление каких-либо запрещенных веществ.
В 2014 году она рассказала газете The Sydney Morning Herald, что больше не курит, не пьет и не употребляет наркотики, и что помог ей в этом буддизм.
Сын, Джеймс Дюк Мейсон (род. 27 апреля 1992), является ЛГБТ-активистом, состоит в Демократической партии, совершил каминг-аут в 14 лет.

## Альбомы
- Belinda (1986) #13 US (Золотой)
- Heaven on Earth (1987) #13 US (Platinum), #4 UK (Трижды платиновый)
- Runaway Horses (1989) #37 US (Золотой), #4 UK (Платиновый)
- Live Your Life Be Free (1991) #7 UK (Золотой)
- Real (1993) #9 UK
- A Woman and A Man (1996) #12 UK (Золотой)
- Voilà (2007)

## Сборники
- Belinda Carlisle - Her Greatest Hits (1992)
- The Best Of Belinda Volume 1 (1992) #1 UK (Дважды платиновый)
- The Greatest (1998)
- A Place On Earth - The Greatest Hits (1999) #15 UK (Золотой)
- Original Gold (1999)
- The Collection (2002)
- The Essential (2003)
- The Collection / The Anthology (2014)

## Синглы
- Mad About You (1986) #3 US, #9 AUS, #67 UK
- I Feel The Magic (1986) #26 US
- Band of Gold (1986)
- Since You’ve Gone (1986) промо
- Heaven Is A Place On Earth (1987) #1 US, #1 UK, #2 AUS
- I Get Weak (1988) #2 US, #10 UK, #34 AUS
- Circle in the Sand (1988) #7 US, #4 UK
- I Feel Free (1988) #88 US
- World Without You (1988) #34 UK
- Love Never Dies (1988) #54 UK
- Leave A Light On (1989) #11 US, #4 UK, #5 AUS
- La Luna (1989) #38 UK, #21 AUS
- Runaway Horses (1990) #40 UK, #44 AUS
- Vision of You (1990) #41 UK
- Summer Rain (1990) #30 US, #23 UK, #6 AUS
- (We Want) the Same Thing (1990) #6 UK
- Belinda Carlisle/The Smithereens — Blue Period (1990)
- Live Your Life Be Free (1991) #12 UK, #13 AUS
- Do You Feel Like I Feel? (1991) #73 US, #29 UK, #42 AUS
- Half The World (1992) #35 UK
- Little Black Book (1992) #28 UK
- It’s Too Real (Big Scary Animal) (1993) #12 UK, #56 AUS
- Lay Down Your Arms (1993) #27 UK
- In Too Deep (1996) #6 UK, #11 AUS
- Always Breaking My Heart (1996) #8 UK, #50 AUS
- Love In The Key Of C (1996) #20 UK
- California (1997) #31 UK
- I Won’t Say (I’m In Love)" (1997)
- All God’s Children (1999) #66 UK
- A Prayer for Everyone (2000) промо
- Sun (2013)

## Совместные музыкальные проекты
- «In My Wildest Dreams», саундтрек к фильму «Mannequin» (1986)
- «Shot In The Dark», саундтрек к фильму «Out of Bounds» (1986)
- «Dancing in the city», саундтрек к фильму «Burglar» (1986)
- «What does it take?», альбом «The big area» (1989) (Then Jerico совместно с Белиндой Карлайл)
- «Blue period», альбом «11» (1989) (The Smithereens совместно с Белиндой Карлайл)
- «Spirit Of The Forest» (1990), сборник «Earthrise: The Rainforest Album»
- «Bless The Beasts And The Children», сборник «PeTA: Tame Yourself» (1990)
- «God Rest Ye Merry Gentlemen», сборник «Cooking Christmas» (1993)
- «I’ll Do It Anyway», альбом «Come on Feel the Lemonheads» (1993) (Lemonheads совместно с Белиндой Карлайл)
- «Christmas Lullaby», сборник «Mother & Child: A Christmas Celebration of Motherhood» (1993)
- «One by one», саундтрек к фильму «The harvest» (1993)
- «I Wouldn’t Be Here If I Didn’t Love You», саундтрек к фильму «Two If By Sea / Stolen Hearts» (1997)
- «Submission», сборник «Come Again» (1997) (Radiator совместно с Белиндой Карлайл)
- «I Won’t Say» (I’m In Love), саундтрек к мультфильму «Hercules Original» (1997)
- «The Scientist», «Hit Me Baby One More Time» (ТВ) (2004)
- «Dancing Queen», сборник "Abba Mania (2004)
- «Lipstick On Your Collar», (ТВ)

## Видеография
- Belinda (1986)
- Belinda Live! (1988)
- Runaway The Videos (1991)
- Runaway Live (1991) — DVD релиз состоялся в 2001 году

## Клипы
- I feel the magic (1986)
- Mad about you (1986)
- Heaven is a Place on Earth (1987)
- Spirit of the rain forest (1988)
- Circle in the sand (1988)
- I get weak (1988)
- Leave a light on for me (1989)
- La luna (1989)
- What does it take? (with the Then Jerico) (1989)
- We want the same thing (1990)
- Runaway horses (1990)
- Summer rain (1990)
- Vision of you (1990)
- Blue period (with the Smithereens) (1990)
- Live your life be free (1991)
- Do you feel like I feel? (1991)
- I plead insanity (1992)
- World of love (1992)
- Half the world (1992)
- Little black book (1992)
- Big Scary Animal (1993) [version 1: UK]
- Big Scary Animal (1993) [version 2: USA]
- Lay down your arms (1993)
- In too deep (1996)
- Always breaking my heart (1996)
- Love in the key of C (1996)
- I won’t say (I’m in love) (1997)
- California (1997)
- All God’s children (1999)
- Sun (2013)